# Chamberonne
El Chamberonne es un río del cantón de Vaud (Suiza), afluente del Ródano, que tiene su desembocadura al norte del lago de Ginebra.

## Geografía

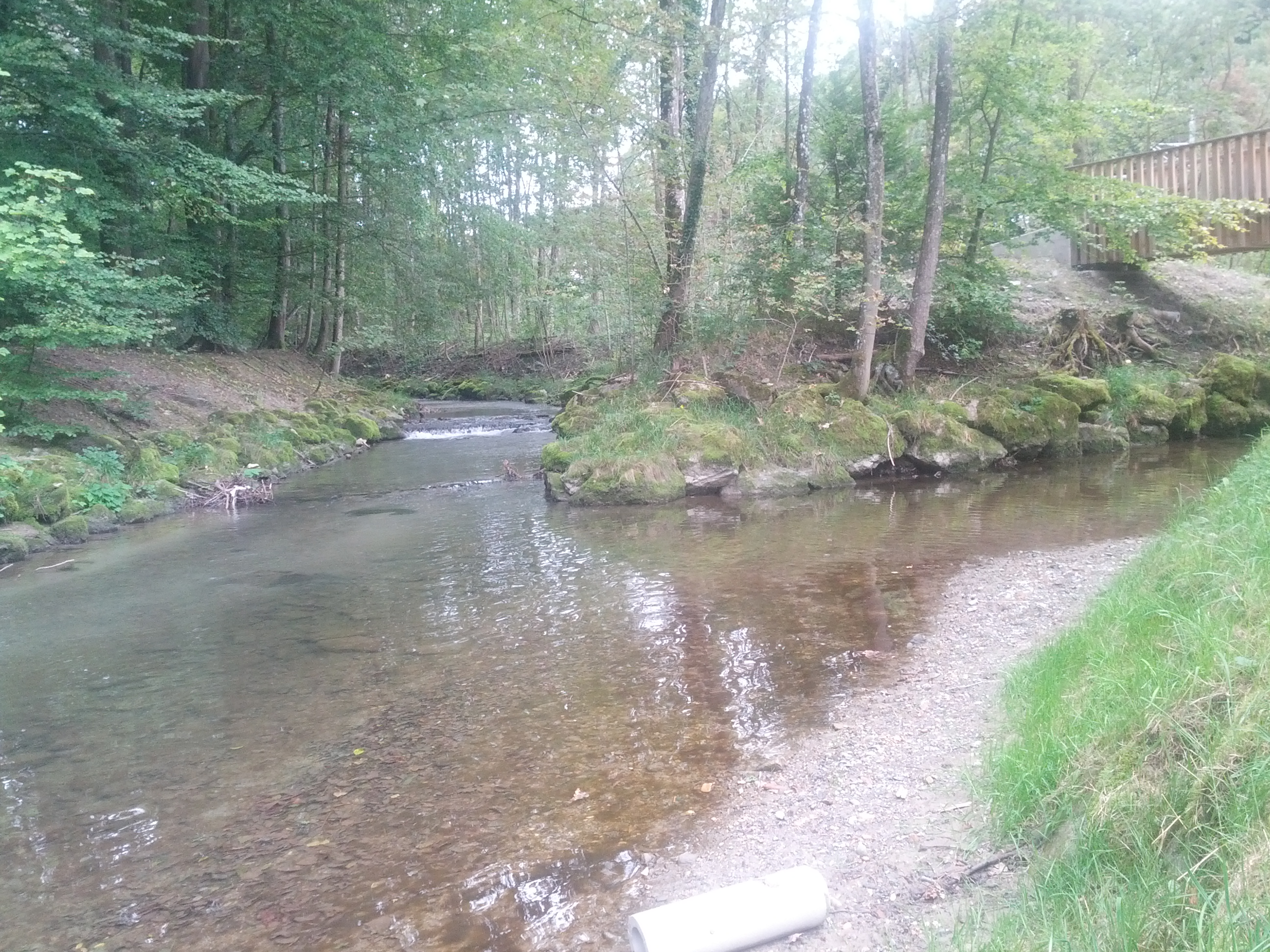
Confluencia del Mèbre (a la derecha) y el Sorge (a la izquierda) que reforman el Chamberonne (en primer plano)

El río nace en una zona pantanosa del bois d'Orjulaz, en el territorio del municipio de Boussens. A la salida del bosque, el río pasa por un canal subterráneo hasta la depuradora de Boussens, desde donde resurge. A continuación, forma el límite municipal entre Cheseaux-sur-Lausanne y Sullens. Luego entre Crissier y Mex y después Villars-Sainte-Croix donde se une con la Petite Chamberonne y toma el nombre de Sorge antes de entrar en el municipio de Crissier. Esta primera parte del río tiene una longitud de 6,15 km. El Chamberonne se funde con el Petite Chamberonne para formar el Sorge, luego en Chavannes-près-Renens, renace de la confluencia de dos ríos. Es el único río del cantón de Vaud que pierde su nombre a lo largo de su curso para volver a tenerlo más abajo Cuando el Sorge se une al Mèbre al sur de Chavannes-près-Renens, toma el nombre de Chamberonne. A continuación, el río forma la frontera entre los municipios de Lausana y Saint-Sulpice antes de desembocar en el lago Leman en Dorigny.  Esta segunda parte del río tiene una longitud de 1,3 km.
La zona de captación del Chamberonne es de 38,3 km².

### Hidrología
En Chavannes-près-Renens el caudal medio anual del Mèbre fue de 0,758 m³ en 2011. En el periodo comprendido entre 1993 y 2011 el caudal medio fue de 0,936 m³. El caudal máximo se alcanzó el 26 de julio de 2008 con más de 40,7 m³, con un caudal medio de 6,62 m³ el mismo día. El caudal mínimo medio diario más bajo se alcanzó el 28 de agosto de 1998 con menos de 0,118 m³.

## Fauna
La trucha Fario está presente en el Chamberonne. En 2012, la inspección de pesca del cantón de Vaud informó de la captura de 25 ejemplares.